# 今泉善一
今泉善一（いまいずみぜんいち、1911年-1985年）は、日本の建築家。
愛知県新城市出身。戦前期は建築運動体として知られる創宇社建築会のメンバーとして、また当時非合法化されていた日本共産党の活動家として警察に追われて地下に潜伏し、共産党の活動資金を得ようと実行した赤色ギャング事件の首謀者として、また戦後は防火帯建築の設計で知られる。小説「貧乏物語 (河上肇)」では作中で書生として登場する人物。

## 経歴

### 戦前期
以下、経歴は建築雑誌1985年1月号による
実家は建築請負業をしており、建築を目指すきっかけは小学校6年生で東京・大井町に住んでいたころに遭遇した関東大震災であった。1928年（昭和3年）に工手学校（現・工学院大学）を卒業後、当時の大蔵省営繕管財局に入局。工務部第四製図室に配属になり、陸海軍や司法と農商務省の営繕を担当。翌年1929年（昭和4年）に夜学の早稲田高等工学校に入学し今井兼次に学び、翌年修了。また第6回創宇社展覧会をきっかけに創宇社に入る。一方で「プロレタリア科学」の読者となり、分局を大蔵省内に設置(革新官僚参照)

### 共産党入党
1930年（昭和5年）に田中清玄の共産党七・一五事件に遭遇し、1931年（昭和6年）に日本共産党に入党。大蔵省内で工場新聞を発行。その後地下に潜伏、家屋資金局の担当責任者となり、後に劇場建築で名を成す図師嘉彦の設計による共産党直属の地下印刷工場を建設。

### 赤色ギャング事件(大森事件)
1932年（昭和7年）、赤色ギャング事件に関与する。今日では特高警察の“スパイM”としてしられる松村昇こと飯塚盈延が幹部の一人であった今泉に銀行強盗ギャング計画をもちかける。経緯と顛末は「大森事件のことなど(わが回想,失われた昭和10年代)」今泉善一インタビュー、インタビュワー 本多昭一、藤森照信 建築雑誌1985年1月号、日本建築学会などを参照。
この他、同時代の建築の仲間では後に戦前の東京都建築課長となる梅田譲も共産党軍事部で治安維持法にひっかかり、執行猶予付きの判決を受けていると語っている。

### 小菅刑務所への収監
近代建築史上でも有名な小菅刑務所に入獄し、3年間独房に収監された。まじめにつとめていたということで、木工場に出て働かないかといわれ、工場にでたという。小菅の独房では血盟団事件、一殺多生「一人一殺」の井上日召や橘孝三郎らと一緒になり、彼らとは気脈が通じ、監獄ではわりあい優遇された。「対談 大東京時代の「様々なる意匠」藤森照信×松山巌」（『東京人』2000年4月号. 152号 特集：昭和モダン建築　都市出版）によると、看守からは、右翼連中と仲がよかったため、怖がられていたという。
当時、差し入れとして建築関係の雑誌やアルスの講座を送ってもらっていた。木工場では軍需関係の木工品が多く、今泉は図面の読み書きができるため任され、製図道具を揃えられた。この間工場での生産品の工程や導線計画が気になりだし、藤森建築 / 3.一人親方焼酎工場の中味にあるとおり、生産について計画提案を行い採用され恩恵を受けることもあった。戦時中獄中にいても外の建築界の動向については雑誌等で知っており、大東亜共栄圏を意識した大東亜建設記念造営設計競技など、外の連中はみんなだめだと思っていたと語っている。

### 出所後
1944年（昭和19年）5月19日、満期出所。両親は獄中にいるころ亡くなっており、シンパの人を通して、まず日本鑿井探鉱に入社したが、建築をやりたくて友人の道明英次を通して、1944年9月に前川国男の建築設計事務所にいく。当初は古いビルを改装設計で進められていた満州飛行機東京支店に関与し、その後田中清玄らが興した三幸建設工業の前身の土木請負業である神中組が担当していた登戸の飛行機部品会社の地下工場建設を応援として1945年から携わった。獄中一緒にいた四元義隆らも出入りし、四元から神中組の事務所で無条件降伏などの情報を得ていたことなど、この辺の話は前記学会のインタビューのほか、藤森照信は『建築探偵 雨天決行』（朝日新聞社）にも紹介している。

### 終戦後
終戦後は、前川事務所でその後工場生産建築を目指したプレモスの開発を担当。
運動方面では1946年、日本民主建築会の結成に梅田穣、図師嘉彦、海老原一郎ら旧創宇社系の建築家らと参加。さらに『全日本建築民主協議会』を結成。1947年、日本建築文化連盟と全日本建築民主協議会を母体にした建築運動団体、新日本建築家集団：New Architect's Union of Japan（NAU）結成に参加する。NAUは平松義彦が事務局長となり、今泉は道明や平松らと、平松の元上司である木村得三郎を頭に東京建築設計事務所を設立する。この事務所では過去に新興建築家連盟にも関わっている白鳥儀三郎の紹介で小学校の設計や、衣笠貞之助邸茶室、山田五十鈴の舞の稽古場などの設計が行なわれ、またNAUの事務局も置かれていたため、NAU経由で労働組合関連の仕事も事務所に舞い込み、新日本建築家集団設計委員会名義で千駄ヶ谷の全国造船労組会館や八幡製鉄労働組合會館に設計監理及現場監督スタッフの中心として設計に携わる。この委員会で1951年に設立される東京大学生産技術研究所の池辺陽と親しくなり、家も隣通しになるほどであった。その後生産技術研究所の外郭団体、財団法人建設工学研究会が発足し、設計委員会は新日本建築家集団が解散した後は同会が引継ぐ形で存続するが、東大池辺研究室とは実質上、一体であったという。この会には今泉も参加し、当時の防火帯建築に最初に携わっていく他、1957年には日本不燃建築研究所を設立し、同会の防火帯建築設計を引き継いでいく。

## 代表作
- 全日本造船労働組合会館（1949年）
- 沼津市アーケード街西側(静岡県、1952年～1953年)
- 沼津市アーケード街東側(静岡県、1953年～1954年)
- サグラダ・ファミリア付属学校 （建設工学研究所にて、1953年)
- 大館市片町防火帯(秋田県、1954年)
- 柏駅前通り防火帯(千葉県柏市、1955年)
- 横浜市翁町一丁目共同ビル（1956年)
- 神田氏邸（1957年)
- 不燃化共同店舗バンバ名店ビル、宇都宮市馬場町通り防火帯(1955年～1955年)
- 三笠ビル商店街（神奈川県横須賀市）
- 福島市スズラン通り防火帯(1956年～1957年)
- サンビル（山形市香澄町）
- 高岡駅南ビル防火建築帯
- 高岡駅前ビル街区型防火帯建築（1961年）
- 高岡市末広町防火帯(岐阜県、1956年～1957年)
- 蒲田第1期防火帯(東京都大田区、1957年～1958年)
- 蒲田東口中央ビル（大田区蒲田）
- 宇都宮市千手町大町防火帯(1957年～1958年)
- 魚津火災復興防火建築帯(富山県、1957年～1958年)[5]
- 八幡製鉄労働組合會館（1952年、1982年新会館建設に伴い取り壊され、現在は駐車場）
- 下関市体育館舞台装置の設計協力
- 亀戸十三間通り商店街共同建築
- 亀戸2丁目第1期防火帯(東京都江東区、1957年～1958年)
- 馬喰横山町防火帯(東京都中央区、1957年～1958年)

ここで紹介している防火建築帯の商店街共同建築については、現在でも残っているものが多くある。
その後都市再開発事業が線的な建築帯から面的なブロック開発に移行し大規模化し、再開発コンサルタント業へと移行していく。

## 著作
- 商店街の不燃共同化の諸問題 (都市計画・特集) - 建築雑誌 73(854), 49-54, 1958年1月号
- 神田邸 - 新建築 32(4), 1957年4月号
- 横浜市翁町一丁目共同ビル - 建築界 5(3)1956年3月号
- 沼津市本通防火帯建設について - 建築雑誌 70(825), 1-4, 1955年8月号
- 八幡製鉄労働組合会館の設計と施工に就いて - 建築雑誌 67(791), 50-56, 1952年10月号
- 132. 八幡製鉄労働組合會館設計監理及現場監督スタッフ - 日本建築學會研究報告 (17), 525-528, 1952年3月